# Coniothyrinula clematidis-rectae
Coniothyrinula clematidis-rectae är en svampart som beskrevs av Petr. 1925. Coniothyrinula clematidis-rectae ingår i släktet Coniothyrinula och familjen Leptosphaeriaceae.   Inga underarter finns listade i Catalogue of Life.